# جوليان بيرس (لاعب هوكي الحقل)
جوليان بيرس (بالإنجليزية: Julian Pearce)‏ هو لاعب هوكي الحقل أسترالي، ولد في أبريل 1937.

## وصلات خارجية
- جوليان بيرس على موقع أوليمبيديا (الإنجليزية)
- جوليان بيرس على موقع اللجنة الأولمبية الأسترالية (الإنجليزية)
- جوليان بيرس على موقع قاعة أستراليا للمشاهير الرياضية (الإنجليزية)